# Heini Klopfer
Heinrich „Heini“ Klopfer (* 3. April 1918 in Immenstadt; † 18. November 1968 in Oberstdorf) war ein deutscher Skispringer und Architekt.

## Werdegang
Klopfer machte sein Abitur an der damaligen Oberrealschule in Oberstdorf.

### Skispringer: 1936 bis 1955
Er gehörte zur deutschen Kernmannschaft der Olympischen Winterspiele 1936. 1936 erzielte er in Garmisch-Partenkirchen am Neujahrstag den zweiten Platz, 1937 auf der Schwarzwaldschanze am Feldberg den ersten Platz. Klopfer erreichte 1938 den zweiten Platz bei den ungarischen Meisterschaften und siegte 1939 beim Spezial-Sprunglauf um die „Silberne Gams“ in Kitzbühel. 1941 nahm Klopfer an den Nordischen Skiweltmeisterschaften im Skispringen der Männer in Italien teil und erreichte den achten Rang, 1944 beim Länderspringen in Borsafüredi (Ostkarpaten) den zweiten Platz.
Ende der 1940er und Anfang der 1950er Jahre zählte Klopfer als Teil des „Oberstdorfer Trios“ gemeinsam mit Toni Brutscher und Sepp Weiler zur Weltspitze im Skispringen. Größere sportliche Erfolge blieben ihm unter anderem auch deshalb verwehrt, weil deutsche Sportler nicht an den Olympischen Winterspielen 1948 in St. Moritz und anderen internationalen Wettbewerben kurz nach dem Zweiten Weltkrieg teilnehmen durften.
Bei der ersten Vierschanzentournee 1953 wurde Klopfer in Oberstdorf Neunter und belegte in der Gesamtwertung den 24. Platz. Bei der Vierschanzentournee 1953/54 konnte er verletzungsbedingt nicht antreten, zur Vierschanzentournee 1954/55 qualifizierte er sich nicht. Nach seinem Karriereende im Jahr 1955 widmete sich Klopfer zunehmend dem Schanzenbau.

### Skiflugschanzen-Architekt
Nach seinem Kriegseinsatz in Russland absolvierte Klopfer ein Architekturstudium an der Technischen Hochschule Darmstadt. Anschließend arbeitete Heini Klopfer insbesondere an Skischanzenbauten in aller Welt. Etwa 250 Skisprungschanzen weltweit wurden von ihm entworfen, darunter gemeinsam mit Willi Huber die erste Skiflugschanze in Oberstdorf, die heute seinen Namen trägt, und auf der er auch als erster Sportler mit 90 Metern am 2. Februar 1950 einen Sprung wagte. Außerdem zeichnete er beim Bau der Papoose Peak Jumps in Squaw Valley für die Olympischen Winterspiele 1960 und Le Claret in Autrans für die Olympischen Winterspiele 1968 in Grenoble verantwortlich. Als Vorsitzender des Schanzenbaukomitees des Internationalen Skiverbands (FIS) begutachtete er viele Schanzen auf der ganzen Welt.
Gerade zurückgekehrt in seinen Heimatort Oberstdorf von einer anstrengenden Reise zur Skiflugschanze von Planica starb er am 18. November 1968 im Alter von 50 Jahren in der Nacht durch einen Herzinfarkt.
Die Stadt Kempten (Allgäu) ehrte Heini Klopfer durch die Benennung eines Weges nach ihm.

## Erfolge

### Nordische Skiweltmeisterschaften – Skispringen der Männer – Platzierungen
| Saison | Platz | Note  |
| ------ | ----- | ----- |
| 1941   | 8.    | 212,4 |

### Vierschanzentournee-Platzierungen
| Saison | Platz | Punkte |
| ------ | ----- | ------ |
| 1953   | 24.   | 182,0  |